# 淨魂
『淨魂』（じょうこん）は、1927年（昭和2年）製作・公開、押本七之助監督による日本の長編劇映画、サイレント映画時代の剣戟映画である。サブタイトル付題名は『乱闘悲戀安政盗聞録 淨魂』（らんとうひれんあんせいとうぶんろく じょうこん）、『安政異聞録 浄魂』（あんせいいぶんろく じょうこん）とも。市川右太衛門プロダクションあやめ池撮影所第1回作品として公開された。

## 略歴・概要
1927年（昭和2年）4月、マキノ･プロダクションから独立し、市川右太衛門プロダクションを設立、奈良郊外のあやめ池遊園地に撮影所を建設した市川右太衛門の同社設立第1作とされる。日本映画データベースによれば、公開日は『侠骨漢 笑ふな金平 前篇』のほうが早かった。脚本の曽我正男は、フリッツ・ラングを文字った「振津嵐峡」の名で監督もした人物である。
本作は、河合映画製作社が配給し、同年6月3日、インディペンデント映画を多く公開した東京・浅草公園六区・日本館等で公開された。
本作の上映用プリントは、完全版は現存しない。現在、現存しないとされる映画を中心に、玩具映画を発掘・復元する大阪藝術大学に15分のダイジェスト版が保管されている。東京国立近代美術館フィルムセンターや、マツダ映画社には所蔵されていない。マツダ映画社の「主な所蔵リスト 劇映画＝邦画篇」には、監督が「悪麗之助」、主演が「市川右太衛門」、製作年が「1927年」の『浄魂』という作品の10分間のフィルム断片を所蔵している旨の記述がみられる。しかしながら、悪麗之助の監督作に該当する作品は存在せず、「押本七之助」の誤りである可能性がある。

## スタッフ・作品データ
- 監督 : 押本七之助
- 原作 : 水野文雄[1]
- 脚色 : 曽我正男[1]
- 撮影 : 河上勇喜

- 製作 : 市川右太衛門プロダクションあやめ池撮影所
- 上映時間（巻数 / メートル） : 111分[10]（10巻 / 3,048メートル）
- フォーマット : 白黒映画 - スタンダードサイズ（1.33:1） - サイレント映画
- 初回興行 : 赤坂・葵館 / 浅草・日本館

## キャスト
- 市川右太衛門 - 関口春之亟
- 中村栄子 - 母
- 高村純一 - 横田軍蔵
- 生駒英子 - 小狐お玉
- 三笠歌子 - 妹お小夜

## 註
1. 1 2 3 4 5 6 7  『活辯時代』、御園京平、岩波書店、1990年3月刊 ISBN 4002600211, p.130.
2. 1 2  『日本映画発達史 II 無声からトーキーへ』、田中純一郎、中公文庫、1976年1月10日 ISBN 4122002966, p.96.
3. ↑  市川右太衛門、日本映画データベース、2010年2月15日閲覧。
4. ↑  1927年 公開作品一覧 668作品、日本映画データベース、2010年2月15日閲覧。
5. ↑  安政異聞録 浄魂、日本映画データベース、2010年2月15日閲覧。
6. ↑  第8回京都映画祭公式HP
7. ↑  所蔵映画フィルム検索システム、東京国立近代美術館フィルムセンター、2010年2月16日閲覧。
8. 1 2  主な所蔵リスト 劇映画＝邦画篇、マツダ映画社、2010年2月16日閲覧。
9. ↑  悪麗之助、日本映画データベース、2010年2月15日閲覧。
10. ↑  Film Calculator換算結果、コダック、2010年2月16日閲覧。